# Jean-Claude Chang Koei Chang
Jean-Claude Chang Koei Chang (14 agosto 1987) è un calciatore francese nato a Tahiti, difensore del Tefana.

## Carriera
Con il Tefana ha giocato 4 partite nella OFC Champions League 2010-2011 e 7 partite nell'edizione successiva.